# Margaretamys christinae
Margaretamys christinae är en gnagare i familjen råttdjur som förekommer på Sulawesi. Artepitet i det vetenskapliga namnet hedrar zoologen Christina Thwaites som var med när djuret upptäcktes.
Den långa, täta och mjuka pälsen på ovansidan har en orangebrun färg (liksom hos en rådjursunge) och undersidan är täckt av grå päls med ljusbrun skugga. Påfallande är svansen som har ett gråbrunt avsnitt nära bålen och den bakre halvan är vit. På svansen blir håren fram mot spetsen längre och de bildar där en tofs. Arten är ungefär lika stor som den sedan tidigare kända Margaretamys parvus men Margaretamys christinae är avsevärd tyngre, cirka 49 g jämförd med 23 till 40 g.
Arten förekommer på Sulawesis sydöstra halvö. Den upptäcktes vid 1530 meter över havet. Regionen utgör gränsen mellan låglandets regnskogar och bergsskogarna.
Exemplaret som representerar arten (holotyp) fångades under natten i en fälla som fanns i träd cirka 1,5 meter över marken. Allmänt antas att Margaretamys christinae har samma levnadssätt som andra släktmedlemmar.
Sedan 1990-talet pågår skogsavverkningar i utbredningsområdet. IUCN listar arten därför som starkt hotad (EN).